# نيكولا كاراباتيتش
نيكولا كاراباتيتش (بالفرنسية: Nikola Karabatic) مواليد (11 أبريل 1984) هو لاعب كرة يد فرنسي من أصول صربية وكرواتية يلعب لمنتخب فرنسا لكرة اليد، فاز مع المنتخب الفرنسي بميداليتين ذهبيتين في الألعاب الأولمبية أعوام 2008 و2012,وفاز بثلاث بطولات عالم أعوام 2009،2011،2015 كذلك فاز بثلاث بطولات أوروبية أعوام 2006,2010،2014.

## مسيرته
كاراباتيتش بدأ مشواره الاحترافي مع نادي مونبيليه الفرنسي فاز مع ناديه بالدوري الفرنسي أعوام 2002، 2003,2004 و2005 وفاز بدوري أبطال أوروبا عام 2003 ثم انتقل إلي نادي كيل الألماني وفاز مع ناديه بالدوري الألماني أعوام 2006، 2007,2008 و2009 وفاز بدوري أبطال أوروبا عام 2007 ثم عاد إلي ناديه السابق مونبيليه وفاز مع ناديه بالدوري الفرنسي أعوام 2010، 2011 و 2012. ثم أنتقل إلي ناديه الحالي برشلونة.

## حياته الشخصية
نيكولا ولد في 11 أبريل 1984 في مدينة نيش،يوغسلافيا لأب كرواتي وأم صربية والد نيكولا كان لاعب كرة يد محترف. انتقلت عائلته إلي فرنسا عندما كان نيكولا عمره ثلاثة أعوام ونصف بعدما حصل والده برانكو علي وظيفة تدريب هناك.
نيكولا لديه أخ أصغر منه لوكا كاراباتيتش وهو يلعب كرة اليد أيضاً.
يتكلم الصربية والكرواتية في المنزل مع عائلته, كذلك يتكلم الأنجليزية والفرنسية والألمانية.

## وصلات خارجية
- نيكولا كاراباتيتش على موقع الاتحاد الأوروبي لكرة اليد (الإنجليزية)
- نيكولا كاراباتيتش على موقع الاتحاد الفرنسي لكرة اليد (الفرنسية)
- نيكولا كاراباتيتش على موقع نادي كيل لكرة اليد (الألمانية)
- نيكولا كاراباتيتش على موقع أوليمبيديا (الإنجليزية)
- نيكولا كاراباتيتش على موقع اللجنة الأولمبية الفرنسية (مؤرشف) (الفرنسية)

- موقع نيكولا كاراباتيتش الرسمي